# Kalvträsks distrikt
Kalvträsks distrikt är ett distrikt i Skellefteå kommun och Västerbottens län. Distriktet ligger omkring Kalvträsk i mellersta Västerbotten. 

## Tidigare administrativ tillhörighet
Distriktet inrättades 2016 och utgörs av en del av Burträsks socken i Skellefteå kommun
Området motsvarar den omfattning Kalvträsks församling hade 1999/2000 och fick 1919 efter utbrytning ur Burträsks församling.

## Tätorter och småorter
I Kalvträsks distrikt finns inga tätorter eller småorter.